# Palazzo Pretorio (Sovana)
Il Palazzo Pretorio è uno storico edificio situato nel centro di Sovana. La sua ubicazione è sul lato settentrionale di Piazza del Pretorio.

## Storia
Il palazzo fu costruito in epoca medievale, quasi certamente tra la fine del XII secolo e gli inizi del Duecento: la sua esistenza è provata in un documento risalente al 1208.
L'edificio conservò intatta la propria struttura originaria con finestre ad arco fino agli inizi del Quattrocento, quando risultava gravemente danneggiato a seguito dell'assedio che le truppe senesi portarono alla città di Sovana: la successiva ristrutturazione effettuata tra il 1413 e il 1414 comportò la modifica delle parti che precedentemente erano state distrutte in modo irrecuperabile.
Con l'ingresso di Sovana nel Granducato di Toscana avvenuto nel 1555, il palazzo cambiò l'uso a cui era destinato precedentemente, divenendo anche la sede del carcere in epoca seicentesca.
Nel tardo Settecento il complesso fu dismesso e ceduto dai Lorena alla diocesi locale, venendo restaurato nel corso dei decenni successivi.
Durante il secolo scorso era divenuto sede di un magazzino, prima di essere nuovamente restaurato e adibito a sede museale.

## Descrizione

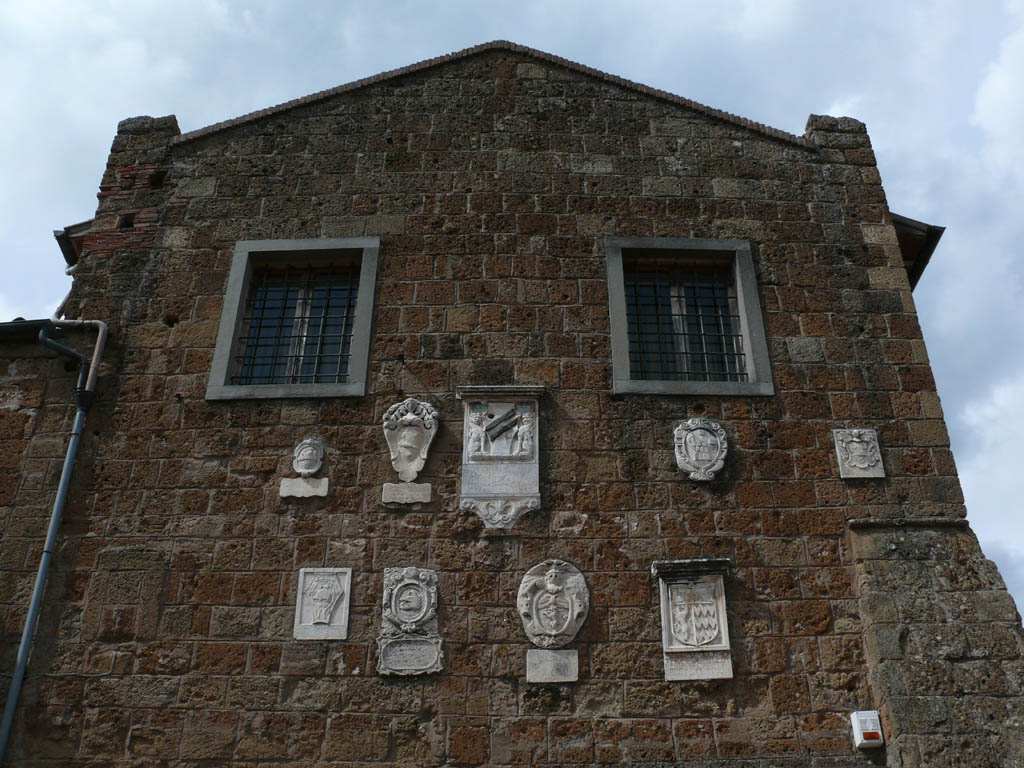
La parte superiore della facciata principale del Palazzo Pretorio

Il Palazzo Pretorio si presenta a pianta rettangolare, con la facciata principale che si apre su Piazza del Pretorio, sul lato minore meridionale del perimetro planimetrico. Disposto su due livelli, si caratterizza per le pareti esterne interamente rivestite in conci di tufo.
La facciata principale è addossata ad un basamento a scarpa di sostegno all'angolo destro, ove continua con la facciata laterale orientale lungo la quale presenta una cordonatura, mentre sul lato sinistro la facciata si trova addossata ad un piccolo corpo di fabbrica che la divide dalla caratteristica Loggia del Capitano. Il portale d'ingresso principale, di forma rettangolare ed architravato, si apre nella parte destra preceduto da alcuni gradini; la parte sinistra della facciata è caratterizzata dalla presenza di un secondario portale d'ingresso ad arco. Sulla parete della facciata, che si sviluppa tra i due portali e le due finestre quadrangolari che si aprono al piano rialzato, sono collocati nove stemmi riconducibili a capitani del popolo e commissari che storicamente vi hanno prestato servizio.
All'interno del palazzo ha sede il centro visite del Parco archeologico del Tufo ed il relativo centro di documentazione del territorio sovanese. Sulle pareti interne intonacate spiccano in alcuni punti affreschi di scuola senese realizzati tra il periodo tardomedievale e l'epoca rinascimentale.